# Operacija Medački džep
Operacija Medački džep je naziv za napadnu operaciju koju su izvele hrvatske vojno-redarstvene snage u razdoblju od 9. do 11. rujna 1993. protiv paravojnih postrojbi Republike Srpske Krajine.

## Uvod
Medački džep bilo je područje u neposrednoj blizini grada Gospića, koje se prostiralo četiri do pet kilometara u širinu, te pet do šest kilometara u dužinu. Obuhvaćalo je mjesta Divoselo, Čitluk i dio Počitelja te brojne male zaseoke. Tijekom Domovinskog rata; od 1991., do rujna 1993., nalazilo se u sklopu samoproglašene tzv. Republike Srpske Krajine. Riječ je bio u prvenstveno seoskom kraju, gdje se šume izmjenjuju s poljima. Prije oslobađanja ovog područja tu je živjelo oko 400 stanovnika srpske nacionalnosti.
Operaciji Medački džep prethodile su tijekom 1993. učestali topnički napadi i djelovanja diverzantskih skupina snaga 15. korpusa "Srpske vojske Krajine (SVK)" nastojeći preuzeti inicijativu na vitalnom dijelu Ličkog bojišta. Povremenim je topničkim udarima sustavno narušavana normalizacija života i onemogućen povratak prognanika i izbjeglica na šire područje grada Gospića. "SVK" je u svoje vojne postrojbe uključivala sveukupno sposobno stanovništvo. Postrojbe Civilne zaštite popunjavali su stanovništvom koje nema vojni raspored i ne podliježe vojnoj obvezi: muškarcima starijim od šezdeset i ženama starijim od pedeset godina. U televiziji pobunjenih hrvatskih Srba, pokazivani su TV-prilozi o "babi" Danici Obradović iz Divosela koja rukuje  teškom strojnicom M2 Browning´ i minobacačem, te se hvali kako je osobno zarobila jednog hrvatskog vojnika
Uoči hrvatske ofenzive na Medački džep, srpska je strana provodila taktiku iznenadnih, kratkotrajnih, dobro pripremljenih i odmjerenih udara malim diverzantskim skupinama na hrvatske položaje, koje su kombinirali s iznenadnim topničkim napadima na šire područje grada Gospića. U jednoj takvoj diverzantskoj akciji na padinama Velebita, 4. rujna 1993. ubijena su i masakrirana dva hrvatska policajca dok su trojica ranjena. Također, prema mišljenju tadašnjeg načelnika glavnog stožera Hrvatske vojske -  generala Bobetka, čitavo je područje bilo od iznimne strateške važnosti za Hrvatsku zbog križišta komunikacijskih linija između Zagreba i Splita s jedne, te Rijeke s druge strane. Pritom, Bobetko je smatrao da ona strana koja kontrolira Velebit, ujedno kontrolira i sveukupnu situaciju zbog čega je za hrvatsku stranu bilo bitno da se položaji koje je ondje držala specijalna policija i održe. Nakon što su zapovjednici Sačić i Markač izradili plan za onemogućavanje upada neprijatelja na spomenuti teritorij, isti je plan predočen i Bobetku, koji je predložio da se sve uklopi u plan aktivnosti Hrvatske vojske. Kodno ime koje je operacija dobila bilo je "Džep 93".

## Operacija

### Borbeni raspored
Za potrebe operacije Džep 93., hrvatske snage formirale su dvije ojačane borbene grupe od koje je jednu činila 9. gardijska brigada Hrvatske vojske pod zapovjedništvom Mirka Norca, dok su drugu činili pripadnici Specijalne jedinice policije pod zapovjedništvom generala Mladena Markača. Potonja borbena grupa trebala se probiti s Velebita te se na određenom mjestu spojiti s Norčevom borbenom grupom koja je u napad kretala iz predgrađa Gospića i sela Bilaj. Time se je prostor Medačkog džepa trebao staviti u okruženje.

### Napadna djelovanja hrvatskih snaga
Napadna djelovanja započela su 9. rujna 1993. u 6:10 ujutro, topničkom pripremom u trajanju od dvadeset minuta. Nakon nekoliko sati borbi, hrvatske snage ostvarile su proboj a dvije borbene grupe uspješno su se spojile do 14:00 sati istog dana u selu Rajičevci. Budući da su prema planu dvije grupe išle jedna prema drugoj, hrvatske je zapovjednike zabrinjavala mogućnost "prijateljske vatre" prilikom spajanja. Admiral Domazet izjavio je da su pet sati nakon početka borbenih djelovanja tenkovi HV-a bili "upravo na onim položajima kako je bilo planirano". Nakon što je dvostruki obuhvat hrvatskih snaga uspješno dovršen a dvije borbene grupe spojene, na prostoru Medačkog džepa u okruženju je ostala jedna bojna (srp. bataljon) Vojske Republike Srpske Krajine, te dio civila. Tada su uslijedile operacije čišćenja terena, te utvrđivanje radi protunapada VRSK koji se očekivao.

### Srpski protuudari
Nakon što su hrvatske snage stavile Medački džep u okruženje, VRSK je ogovorila primjenom svoje strategije realne prijetnje, odnosno granatiranjem hrvatskih gradova i bojišnice dalekometnim raketnim sustavima M-87 Orkan i 9K52 Luna, prilikom čega su na meti našli Karlovac, Sisak i zagrebačko predgrađe Lučko. VRSK je također pokušala povratiti izgubljene položaje u Medačkom džepu, u čemu su ostvarili minimalne rezultate. Na kontinuirana raketno-topnička djelovanja VRSK, hrvatska je strana odgovorila zračnim udarom na paljbene položaje srpskih raketno-topničkih snaga na Baniji. U ovu borbenu zadaću je s aerodroma u Velikoj Gorici krenuo dvojac HRZ-ovih MiG-ova 21 kojima su upravljali piloti Ivan Selak i Miroslav Peris. Iako su prema riječima Selaka piloti "dezintegrirali zadani cilj", prilikom povratka Perisov MiG oboren je iznad Vrginmosta, zbog čega je Peris poginuo, dok se Selak u svom zrakoplovu uspješno vratio nazad na Pleso.

### Povlačenje hrvatskih snaga
Nakon završetka operacije Džep 93, uslijedio je veliki pritisak UN-a na hrvatsku politiku da se hrvatske snage povuku iz Medačkog džepa zbog izvještaja o ratnim zločinima koje je UNPROFOR slao s terena, Hrvatska strana u konačnici je popustila pod tim pritiskom želeći izbjeći dodatni pritisak za vrijeme pregovora o prekidu neprijateljstava između Hrvata i Bošnjaka u BiH koji su se tada vodili u Ženevi, ali su vojnici na terenu dosta teško primili takvu zapovijed kad je ona došla do njih.
Prilikom cijele akcije pripadnicima hrvatskih specijalaca na nivou lokalnih zapovjednika postrojbi javno je čitana osobna zapovijed generala Markača da će biti sankcionirane prekoračene ovlasti pripadnika MUP-a, a u svezi čuvanja života i imovine civila na istom području, većinom pripadnika srpske nacionalnosti. [nedostaje izvor]

### Navodna kanadsko - hrvatska bitka
Nakon što je UNPROFOR trebao preuzeti nadzor nad Medačkim džepom, Kanađani su tvrdili da je u noći s 15. na 16. rujna došlo do bitke između kanadskih mirovnih snaga u sklopu UNPROFORa i hrvatskih snaga. Za nju su i službeno nagrađeni. Generalni guverner Kanade i Vrhovni zapovjednik njenih Oružanih snaga Adrienne Clarkson 1. prosinca 2002. u Winnipegu navodi bivšem zapovjedniku 2. bataljuna Princeze Patricije pred više stotina vojnika da su ..." pripadnici 2. PPCLI Borbene grupe zadržali položaje i odbili hrvatske snage te dali lekciju Hrvatskoj vojsci i naučili ju da prestane sa stalnom taktikom "etničkog čišćenja" u Sektoru..."
U odgovoru na priznanje generalnog guvernera Clarkson potpukovnik Jim Calvin je rekao ..."to je manje od priznanja da se bitka stvarno dogodila."
Prema kanadskim špekulacijama, u bitci je poginulo ili ranjeno 27 hrvatskih vojnika, pri čemu se pozivaju na neku snimku koju je navodno objavila HRT. U knjigama „Tested Mettle” i „Chances for Peace” ta brojka se na temelju glasina i neprovjerenih informacija napuhava i na 30 poginulih i stotinu ranjenih hrvatskih vojnika, međutim oni kanadski vojnici koji tvrde da su sudjelovali u spomenutoj bitci nisu vidjeli ni jednog mrtvog ni ranjenog hrvatskog vojnika, već svoje indicije temelje na tragovima krvi i zavoja koje su jutro nakon noćnog puškaranja navodno pronašli na položajima koje je prethodno držala HV. Časnik Rod Dearing koji je zapovijedao kanadskom satnijom na dijelu na kojem je navodna razmjena vatre između dviju strana bila najžešća, u kanadskoj dokumentarnoj seriji „Turning Points of History: The Battle of Medak Pocket”, tvrdi tek da "je siguran da su izazvali nešto štete" suprotnoj strani. Miroslav Međimorec tvrdi da je u potrazi za navodnom snimkom na kojoj Kanađani temelje brojku o 27 poginulih hrvatskih vojnika pretražio kompletnu arhivu HRT-a, no bez rezultata. Doduše, isti autor drži i mogućim da spomenuta snimka više ne postoji. Hrvatski službeni izvori pak navode da je tijekom cijele operacije Medački džep poginulo 10 hrvatskih vojnika, i nitko u bitci s Kanađanima. Srpski vojni izvori "RSK" ne spominju tu veliku kanadsko-hrvatsku bitku iako bi njima išla u prilog, a umirovljeni admiral Davor Domazet Lošo na jednoj tiskovnoj konferenciji izjavio je:
– Ministarstvu savjetujem da pozove vojne atašee SAD-a (Herricka i Šarca) koji su svjedoci akcije te da pitaju Kanađane gdje su to “pokopali” 26 vojnika HV-a koje su ubili u izmišljenu sukobu, te dobili za to 800 odlikovanja.
U Medačkom džepu stradalo je 27 osoba koje se vode kao srpski civili. Ako su (kanadski unproforci) ubili 26 ljudi a Hrvate nisu, onda se može zaključiti koga jesu.
Nakon povratka u Kanadu, dio veterana koji su bili prisutni tijekom Operacije Medački džep patio je od zdravstvenih problema koje su u početku povezivali "s nečim što su pojeli, popili ili udisali u Hrvatskoj". Kasnije istrage pokazale su da su jednog od predvodnika ove grupe i ranijeg zapovjednika u Hrvatskoj zapravo otrovali njegovi vlastiti vojnici zbog njegove ratobornosti i straha za vlastite živote.

## Politički prijepori
Kanađani Scott Taylor i Brian Nolan u svojoj knjizi "Tested mettle" (objavljena 1998.) naveli su da je "operacija Medački džep" bila prijelomna točka u kojoj je nedvosmisleno dokazana "hrvatska krivnja za zločin i etničko čišćenje te pokazana jednakost u zločinu između Srba i Hrvata"... Miroslav Međimorec u svojoj opsežnoj studiji koja je objavljena 2003. godine u znanstvenim časopisu "National security and the future" iz toga zaključuje da je "takvim tumačenjem događaja u Medačkom džepu u pitanje dovedena suverenost hrvatske države, ratni zločini su postali hrvatska državna politika, a Međunarodna zajednica dobila dokaz koji je tražila da bi opravdala svoje tumačenje sukoba u bivšoj Jugoslaviji, svoju nedjelotvornost, pristranost i zadovoljavanje geopolitičkih interesa. Hrvatska je iz žrtve postala krivac za raspad Jugoslavije i rat... Posljedice su bili poltički pritisci, usporavanje približavanja europskim integracijama teškoće u tranziciji i Haški sud. Međunarodna je zajednica nakon Medačkog džepa prihvatila tumačenje sukoba u bivšoj Jugoslaviji kao "građanskog rata i podijelila jednaku odgovornost svih strana za taj rat". Značenje Medačkog džepa je da se javno mnijenje Zapada okreće od Hrvatske i izjednačava je s agresorom - Srbijom. Neoprostivi su zločini počinjeni tijekom te vojno-redarstvene akcije, ali zbog nje trebaju odgovarati počinitelji, ali Hrvatska - njezino političko-vojno vodstvo- po svemu zločin nije planirala, učinila, niti bi zbog toga treba snositi posljedice...

## Dugoročne posljedice
Podatci Save Štrbca i "Veritasa" o poginulim i nestalim Srbima poslužili su za pokretanje istrage i optužnice protiv Hrvata.[nedostaje izvor] ICTY je vjerovao da rad te udruge ključan čimbenik u dokazivanju zlodjela Hrvata i Bošnjaka s dugoročnim političkim posljedicama.
Presudom 30. svibnja 2008. pred Županijskim sudom u Zagrebu Mirko Norac osuđen je na 7 godina zatvora zbog operacije "Medački džep", jer je propustio spriječiti da njemu podređene postrojbe muče i ubijaju civile te pale i dižu u zrak kuće u medačkim selima. Norac je krajem studenoga 2011. pušten nakon što je odslužo više od dvije trećine kazne.

## Vanjske poveznice
- M. Međimorec: Političko i vojno stanje prije i u vrijeme operacije Medački džep (PDF)